# Canons
Canons ist ein Musikalbum von Lina Allemano. Die größtenteils im Juli und August 2022 bei der Union Sound Company in Toronto entstandenen Aufnahmen erschienen am 8. Dezember 2023 auf Lumo Records.

## Hintergrund
Auf dieser Veröffentlichung spielt die kanadische Trompeterin, Komponistin und Bandleaderin neun Eigenkompositionen – sowohl komponierte als auch improvisierte – mit fünf verschiedenen Konstellationen, darunter im Trio mit der Cellistin Peggy Lee und dem Klarinettisten Brodie West sowie (bei einer Studiosession in Berlin im November 2022) mit dem Posaunisten Matthias Müller.
„Ich begann mit dem Schreiben von Canons als eine Art lustiges und herausforderndes Kompositionsspiel“, erklärt Allemano. „Fünf der hier vorliegenden Stücke sind für Trompete und verschiedene ungewöhnliche Kammerensembles im zwei-, drei- oder vierstimmigen Kanon geschrieben, wobei alle neben dem komponierten Material auch improvisierte Abschnitte enthalten. Jedes Stück nutzt Aspekte der Kanonform als roten Faden, einschließlich der improvisierten Stücke des Trompeten-/Elektronik-Duos BLOOP.“

## Titelliste
- Lina Allemano: Canons

1. Trumpet Canon 4:16
2. Bobby’s Canon 5:27
3. Shadows 3:20
4. Butterscones 4:49
5. Wilds 4:24
6. Twinkle Tones 6:08
7. Moons 3:26
8. Canon of Sorts 5:37
9. Ponds 5:24

Die Kompositionen stammen von Lina Allemano.

## Rezeption

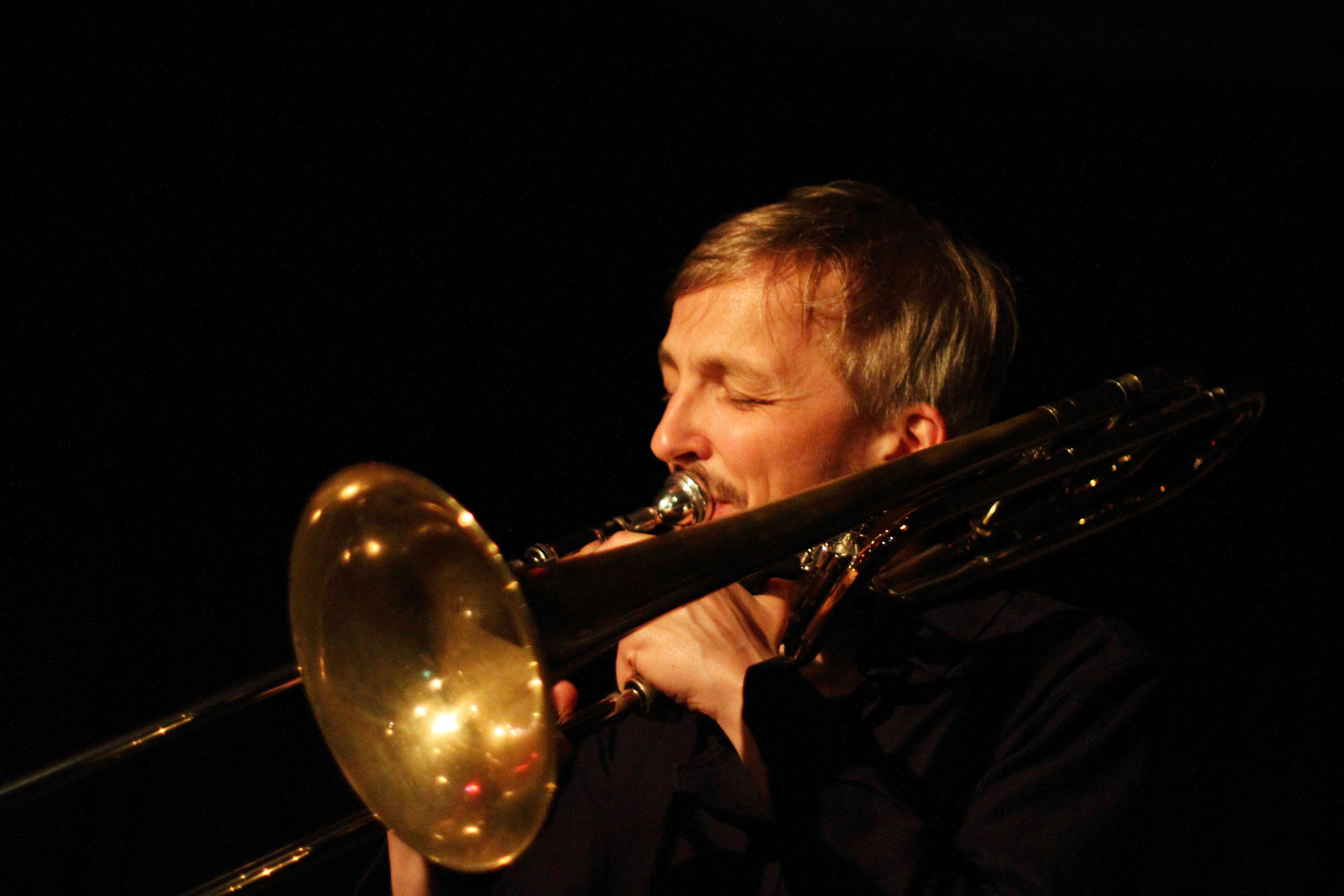
Matthias Müller im Club W71 Weikersheim 2016

Allemano habe in den letzten Jahren mehrere innovative Ensembles zusammengestellt, um ihrer unverwechselbaren Kammerjazz-Ästhetik Ausdruck zu verleihen, schrieb Troy Dostert in All About Jazz. Auch wenn es nicht so offensichtlich experimentell angelegt ist wie einige ihrer früheren Veröffentlichungen, behalte es Allemanos charakteristischen Schwerpunkt bei, den idealen Dreh- und Angelpunkt zwischen Komposition und Improvisation zu finden. Zudem sei das Album oft auch ein ganz schönes Hörerlebnis. Wie es bei Allemano immer der Fall sei, komme selbst in ihren unkonventionellsten Momenten meist eine durchsetzungsfähige Lyrik zum Vorschein. So nehme in „Twinkle Tones“ subtile Schönheit Gestalt an, einem Stück, in dem Allemano von Gitarrist Tim Posgate und Bassist Rob Clutton begleitet wird und Ryan Driver Synthesizer-Parts beisteuert.
Am schönsten aber sei „Bobby's Canon“, ein dreiteiliger Kanon mit der Cellistin Peggy Lee und dem Klarinettisten Brodie West. Hier begleite Allemano ihre Kollegen in einer anmutigen Träumerei, die jede ihrer einzelnen Stimmen gekonnt kanalisiert und Raum für improvisatorische Kreativität lasse, während sie dennoch im Gravitationszentrum des Stücks bleibe. Canons sei ein entzückendes Album, das weitere Facetten von Allemanos künstlerischem Schaffen offenbare.
Allemano wollte ihre Kompositionstechniken auf die Probe stellen und Canons als eine Art Kompositionsspiel nutzen, indem sie ihre Trompete mit verschiedenen ungewöhnlichen Kammerensembles einsetzte, die alle Aspekte der Kanonform nutzten und neben dem komponierten Material auch improvisierte Abschnitte einbauten, meinte Eyal Hareuveni in Salt Peanuts. So würde das ätherische und verschmitzte Duett „Canon of Sorts“ mit dem deutschen Posaunisten Matthias Müller als korrespondierend mit den bahnbrechenden Ideen des Third Stream klingen. Diese Stücke unterstreichen Allemanos Rolle als Bandleaderin, bei der die sanfte Klangbewegung kanalisiert und im Mittelpunkt stehe. Allemano zeige sich als eine innovative und äußerst einfallsreiche Trompeterin und Improvisatorin, und Canons übertrage diese Qualitäten auf ihre Kompositionen, die zurückhaltend und besinnlich, aber auch ziemlich schelmisch und provokativ seien.